# Хенри Џејмс
Хенри Џејмс (енгл. Henry James; Њујорк, 15. април 1843 — Лондон, 28. фебруар 1916) био је америчкo-британски књижевник. Био је син угледног америчког теолога Хенрија Џејмса старијег, брат филозофа и психолога Вилијама Џејмса и књижевнице Алис Џејмс. Већи део свог живота провео је у Енглеској, чије је држављанство прихватио непосредно пред смрт. Иако су након смрти појединци покушавали да оспоре његов значај као писца и књижевног новаторa, Хенри Џејмс данас има статус канонског писца светске књижевности.
Препознатљив је по романима у којима је приказивао младе Американце у сусрету са Европом и европским стилом живота. У романима се поиграва својом припадношћу двама световима, како би успоставио једну животну филозофију која се окончава медитацијом о умећу живљења, односно живљења у складу са захтевима и двосмисленостима уметности. Његово умеће писања из перспектива различитих јунака омогућила му је да испитује и приказује различита подручја људске свести и стварносне перцепције. Џејмсова креативна и оригинална употреба тачке гледишта, унутрашњег монолога и непоузданих приповедача видно је унапредила могућности форме романа и најавила појаву модернизма. Значајни су и његови радови на пољу књижевне теорије. Осим романа и књижевнотеоријских текстова писао је и драме, путописе, ликовну критику, биографије и аутобиографију. Дамјан Поповић, Луиз Пеџет и Делфа Иванић су с њим у Скопљу имали састанак око помоћи Србији у рату, фебруара 1915. године.

## Најзначајнија дела
- Родерик Хадсон (1875)
- Европејци (1878)
- Портрет једне даме (1881)
- Принцеза Казамасима (1886)
- Бостонци (1886)
- Оно што је Мејзи знала (1897)
- Окретај завртња (1898)
- Крила голубице (1902)
- Амбасодори (1903)
- Златна посуда (1904)